# Beyond Broadway
Beyond Broadway is het vijfde album van de Nederlandse jazzzangeres Ilse Huizinga.

## Lijst van nummers
1. I Loves You Porgy (I. Gershwin / G. Gershwin / D. Heyward) 3:59
2. Wouldn't It Be Loverly (Lerner / Loewe) 3:31
3. Someone To Watch Over Me (I. Gershwin / G. Gershwin) 3:21
4. I Got Plenty Of Nuttin (I. Gershwin / G. Gershwin) 4:33
5. Goodbye (Jenkins) 2:51
6. Mad About The Boy (Coward) 4:19
7. On The Street Where You Live (Lerner / Loewe) 3:32
8. I Could Have Danced All Night (Lerner / Loewe) 3:50
9. I'll Close My Eyes (Kaye / Reid) 3:01
10. You and the Night and the Music (Schwartz / Dietz) 3:58
11. Ev'rytime We Say Goodbye (Porter) 3:27
12. Manhattan (Rodgers / Hart) 3:59

Alle arrangementen door Erik van der Luijt

## Bezetting
- Ilse Huizinga - zang
- Erik van der Luijt - piano
- Branko Teuwen - contrabas
- Victor de Boo - drums
- Enno Spaanderman - saxofoon